# Phaeographis epruinosa
Phaeographis epruinosa är en lavart som först beskrevs av Redinger, och fick sitt nu gällande namn av Staiger. Phaeographis epruinosa ingår i släktet Phaeographis och familjen Graphidaceae.   Inga underarter finns listade i Catalogue of Life.